# Sultanato de Berar
Berar fue uno de los Sultanatos del Decán. Fue establecido en 1490 tras la desintegración del Sultanato de Bahmani.

## Historia

### Antecedentes
El origen del nombre Berar o Warhad (्हाड) como se deletrea en marathi, no se conoce. Los primeros registros auténticos muestran que fue parte del imperio Andhra o Satavahana. A la caída de los Chalukyas en el siglo XII, Berar quedó bajo el dominio de los Yadavas de Deogiri, y permaneció en su poder hasta las invasiones musulmanas a fines del siglo XIII. Sobre el establecimiento del Sultanato de Bahmani en Deccan (1348), Berar se constituyó en una de las cinco provincias en las que se dividió el mismo, gobernado por grandes nobles, con un ejército separado. Los peligros de este sistema se hicieron evidentes cuando la provincia fue dividida (1478 o 1479) en dos provincias separadas, nombradas por sus capitales Gawil y Mahur. Sin embargo, la dinastía bahmaní ya estaba tambaleándose hasta su caída.

### Establecimiento y caída del Sultanato de Berar
Durante la desintegración del sultanato bahmaní, en 1490 Fathullah Imad-ul-Mulk, gobernador de Gawil, quien anteriormente había ocupado todo Berar, proclamó su independencia y fundó la dinastía Imad Shahi del sultanato de Berar. Procedió a anexar Mahur a su nuevo reino y tuvo capital en Ellichpur. Imad-ul-Mulk era por nacimiento un hindú Kanarese, pero había sido capturado de niño en una de las expediciones contra el imperio Vijayanagara y criado como musulmán. Gavilgad y Narnala también fueron fortificados por él.
Murió en 1504 y su sucesor, Ala-ud-din, resistió la agresión de Ahmednagar con la ayuda de Bahadur Shah, sultán de Guyarat. El siguiente gobernante, Darya, trató de alinearse con Bijapur para evitar la agresión de Ahmednagar, pero no tuvo éxito. En 1568, Burhan Imad Shah fue depuesto por su ministro Tufail Khan. Esto dio un pretexto para la intervención de Murtaza Nizam Shah de Ahmednagar, quien invadió Berar, encarceló y dio muerte a Tufail Khan, a su hijo Shams-ul-Mulk, y al ex sultán Burhan, y anexó Berar a sus propios dominios.